# سلاخ‌خانه شماره پنج (فیلم)
سلاخ‌خانه شماره پنج (انگلیسی: Slaughterhouse-Five) یک فیلم کمدی درام در سبک علمی–تخیلی به کارگردانی جرج روی هیل است که در سال ۱۹۷۲ منتشر شد. از بازیگران آن می‌توان به ولری پرین و پری کینگ اشاره کرد.
صحنه‌های مربوط به درسدن در شهر پراگ و باقی سکانس‌های فیلم در مینه‌سوتا تصویربرداری شده‌است.

این فیلم بر اساس رمانی به همین نام اثرِ کرت وانه‌گت ساخته شده‌است و وانه‌گت دربارهٔ این فیلم در مقدمهٔ کتاب دیگرش نوشت:
من به جرج روی هیل و یونیورسال استودیوز بسیار علاقه‌مندم؛ چرا که نسخه‌ای بی‌نقص از رمان مرا به روی پرده بردند… من هربار که آن فیلم را می‌بینم، به شعف می‌آیم، چراکه احساس جاری در این فیلم، بسیار منطبق با حسی است که در هنگام نگاشتن کتاب داشتم.